# Guerra dos Sete Anos
A Guerra dos Sete Anos foi uma série de conflitos internacionais que ocorreram entre 1756 e 1763, durante o reinado de Luís XV, entre a França, a Monarquia de Habsburgo e seus aliados (Saxônia, Império Russo, Império Sueco e Espanha), de um lado, e a Inglaterra, Portugal, o Reino da Prússia e o Eleitorado de Hanôver, de outro. Vários fatores desencadearam a guerra: a preocupação das potências europeias com o crescente prestígio e poderio de Frederico II, o Grande, Rei da Prússia; as disputas entre a Monarquia de Habsburgo e o Reino da Prússia pela posse da Silésia, província oriental alemã, que passara ao domínio prussiano em 1742 durante a Guerra de Sucessão Austríaca; e a disputa entre a Grã-Bretanha e a França pelo controle comercial e marítimo das colônias das Índias e da América do Norte. Também foi motivada pela disputa por territórios situados na África, Ásia e América do Norte.
A fase norte-americana foi denominada Guerra Franco-Indígena (ou Guerra Francesa e Indígena), da qual participaram a Inglaterra e suas colônias norte-americanas contra a França e seus aliados algonquinos. A fase asiática iniciou o domínio britânico nas Índias.
Foi o primeiro conflito a ter carácter mundial, e o seu resultado é muitas vezes apontado como o ponto fulcral que deu origem à inauguração da era contemporânea. A Guerra foi precedida por uma reformulação do sistema de alianças entre as principais potências europeias, a chamada Revolução Diplomática de 1756, e caracterizou-se pelas sucessivas derrotas francesas na Alemanha (Rossbach), no Canadá (queda de Québec e Montreal) e na Índia. O conflito terminou com a vitória da Grã-Bretanha e seus aliados.

## Principais batalhas
As principais batalhas em território europeu foram:
- Batalha de Minorca (20 de maio de 1756)
- Batalha de Lobositz (1 de outubro de 1756)
- Batalha de Reichenberg (21 de abril de 1757)
- Batalha de Praga (22 de maio de 1757)
- Batalha de Kolin (18 de junho de 1757)
- Batalha de Hastenbeck (26 de julho de 1757)
- Batalha de Gross-Jägersdorf (30 de agosto de 1757)
- Batalha de Moys (7 de setembro de 1757)
- Batalha de Rossbach (5 de novembro de 1757)
- Batalha de Breslau (22 de novembro de 1757)
- Batalha de Leuthen (5 de dezembro de 1757)
- Batalha de Krefeld (23 de junho de 1758)
- Batalha de Zorndorf (25 de agosto de 1758)
- Batalha de Hochkirch (14 de outubro de 1758)
- Batalha de Bergen (13 de abril de 1759)
- Batalha de Kay (23 de julho de 1759)
- Batalha de Minden (1 de agosto de 1759)
- Batalha de Kunersdorf (12 de agosto de 1759)
- Batalha de Hoyerswerda
- Batalha de Maxen (21 de novembro de 1759)
- Batalha de Meissen (4 de dezembro de 1759)
- Batalha de Landshut (23 de junho de 1759)
- Batalha de Warburg (1 de agosto de 1759)
- Batalha de Liegnitz (15 de agosto de 1760)
- Batalha de Torgau (3 de novembro de 1760)
- Batalha de Villinghausen (1761)
- Batalha de Burkersdorf (21 de julho de 1761)
- Batalha de Lutterberg
- Batalha de Freiberg

## Motivos da guerra

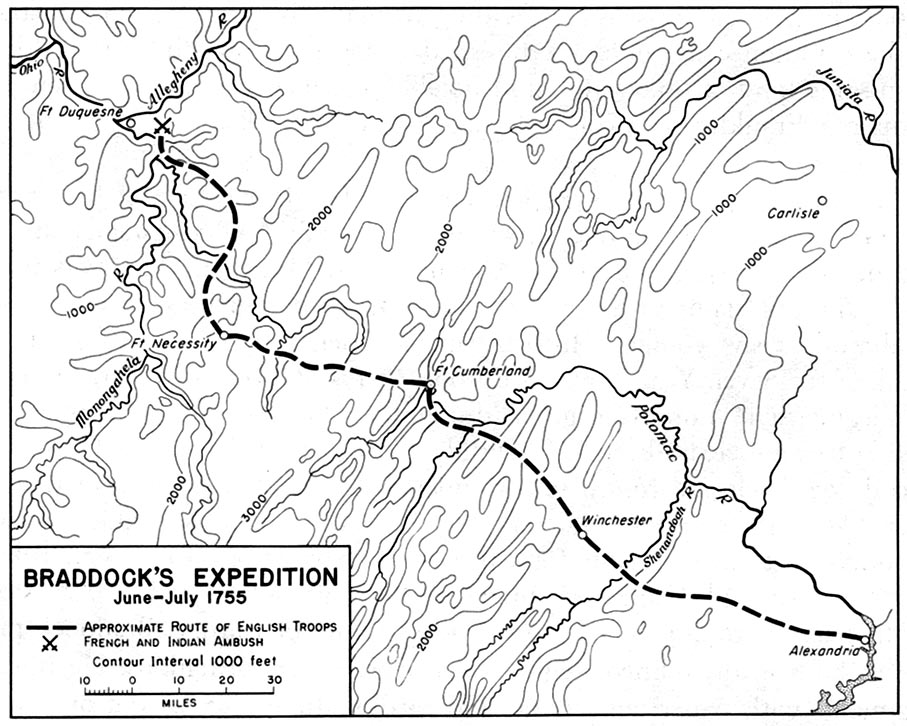
Rota da Expedição de Braddock

A guerra deu continuidade a disputas não apaziguadas pelo Tratado de Aquisgrão (1748) e tinha relação com a rivalidade colonial e econômica anglo-francesa, e com a luta pela supremacia nos Estados Alemães entre a Monarquia de Habsburgo e o Reino da Prússia. A guerra prosseguiu na América do Norte, com a expedição de Braddock, que entre 1695 e 1755 comandou as forças britânicas contra os franceses e indígenas. Cada facção estava insatisfeita com seus antigos aliados. A Inglaterra tomou a iniciativa quando capturou trezentos navios franceses sem declarar guerra, e em seguida, com o Acordo de Westminster (1756), pelo qual estabelece uma aliança militar com Frederico II da Prússia para defender Hanôver de um possível ataque francês.
A França, por sua vez, com os dois tratados de Versalhes (1756 e 1757) obteve a promessa de aliança de Maria Teresa de Áustria e de seu ministro Kaunitz. Maria Teresa também se aliou com Isabel da Rússia.

## Desenrolar da guerra

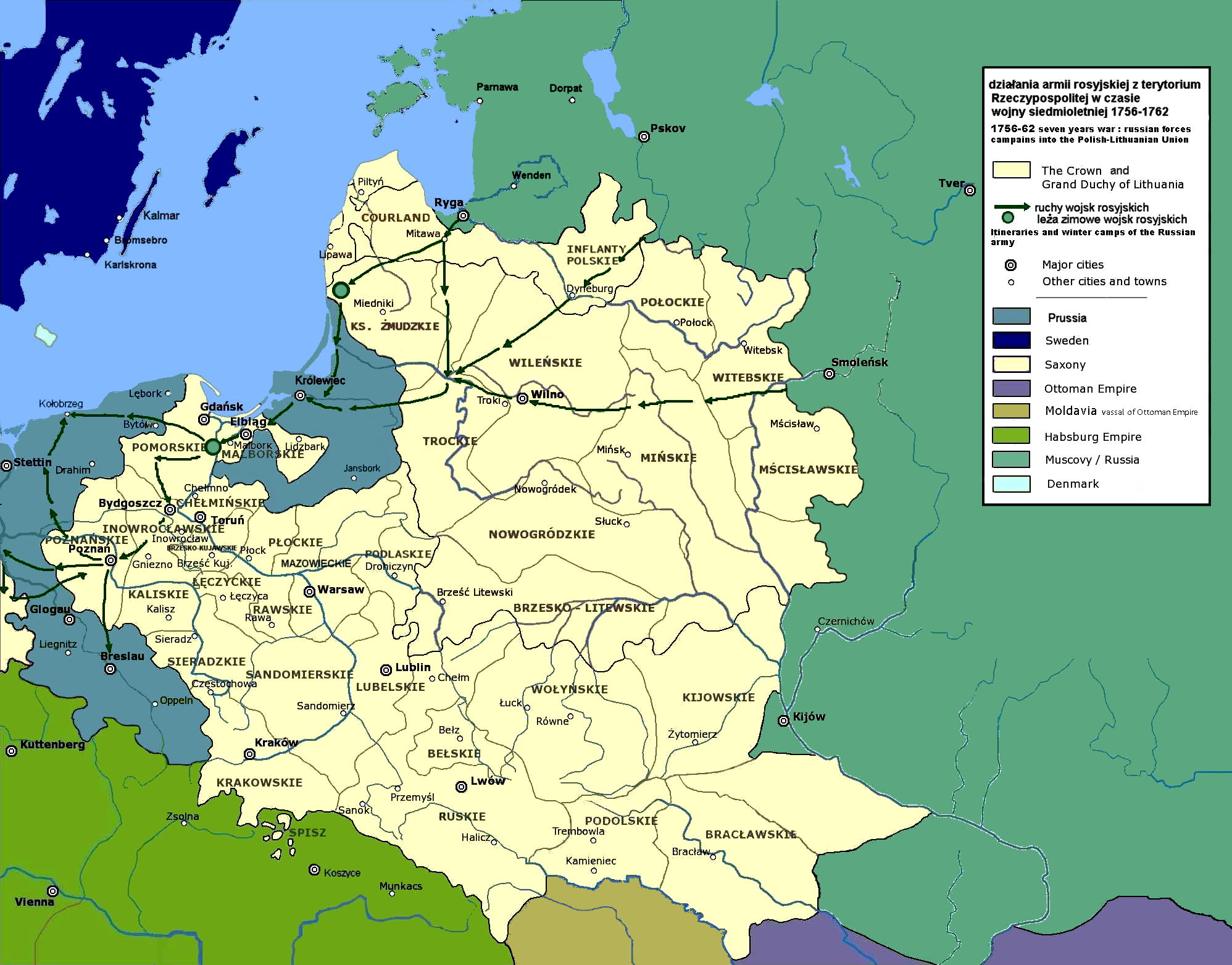
Operações do exército russo partindo do território polonês

Ao longo dos sete anos, 1756-1763, as grandes potências europeias levam a guerra às suas possessões em todo o mundo. Enquanto nas colônias americanas e da Índia os sucessos pertencem aos Ingleses, e apesar da tentativa do Pacto de Família com os Bourbons da Espanha, na Europa, numa fase inicial, a aliança franco-austríaca é bem-sucedida, contando com a ajuda dos príncipes alsacianos, da Suécia e do Império Russo.
A guerra na Europa teve início no verão de 1756, quando Frederico II da Prússia resolveu, preventivamente, atacar o Eleitorado da Saxônia, estado do Sacro Império Romano-Germânico aliado da Áustria de Maria Teresa, e ocupar a capital, Dresda. Em poucas semanas, ele logrou capturar a totalidade do exército saxônico (18 mil homens) em Pirna. Adiantava-se, assim, ao iminente ataque preparado contra o Reino da Prússia pela coalizão formada pela Monarquia de Habsburgo, Império Russo, Suécia, Eleitorado da Saxônia e França.
Embora tivesse o melhor exército da Europa, a situação estratégica da Prússia era preocupante. A Prússia, como um todo, estava ameaçada ao norte pela Suécia (que dispunha de um exército pequeno) e pela Áustria ao sul. A oeste, um punhado de príncipes alemães, fiéis a Maria Teresa, formara um exército contrário a Frederico e que viria a operar na Saxônia. A noroeste, o Hanôver, apoiado por tropas britânicas, oferecia uma ilusória proteção aos prussianos. A leste, a neutra Polônia era uma nação permeável às tropas russas que, em um primeiro momento, estavam interessadas em ocupar a Prússia Oriental.

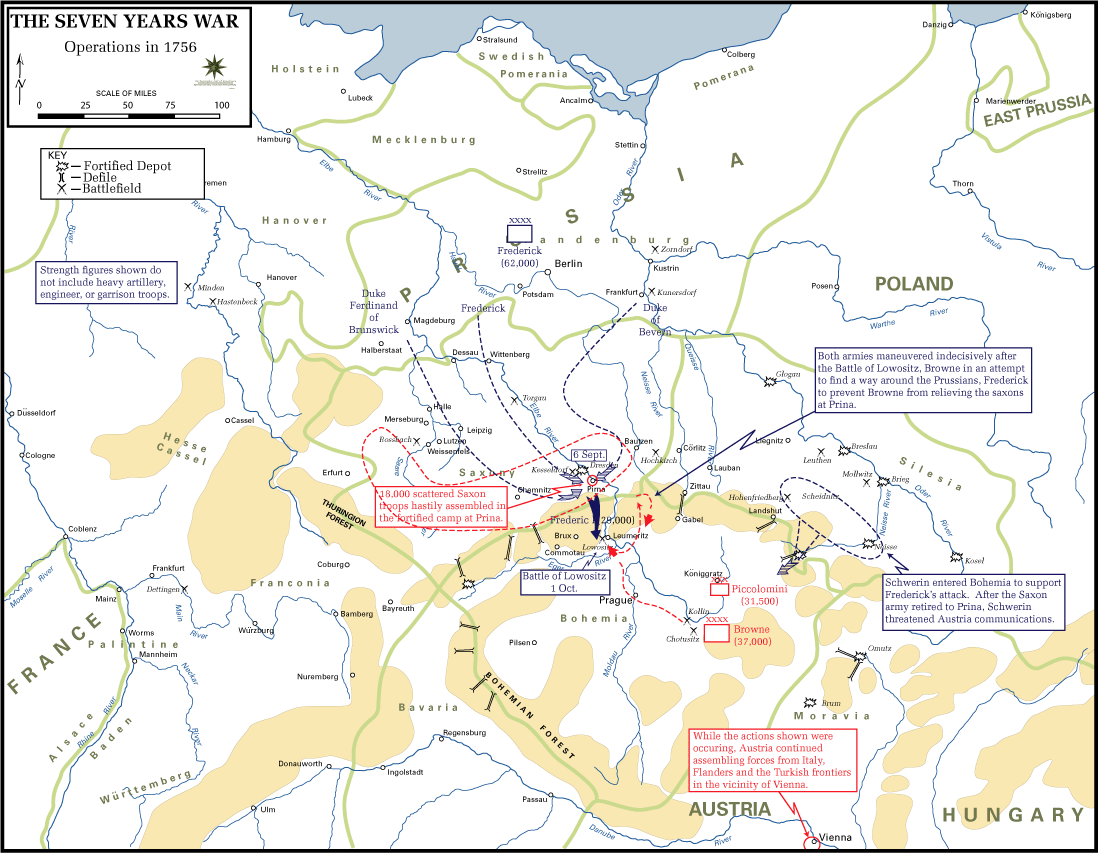
Operações da Guerra dos Sete Anos em 1756

Durante o ano de 1756, as tropas prussianas conquistaram uma série de vitórias. Frederico II invadiu a Boêmia e, em 6 de maio de 1757, bateu os austríacos na disputada Batalha de Praga. Mas no dia 18 de junho, Frederico acabou sendo derrotado pelo marechal austríaco Daun em Kolin, o que o obrigou a abandonar a Boêmia. A Prússia, a partir de então, foi obrigada a enfrentar uma guerra defensiva em três frentes: a Suécia atacou a Pomerânia; as tropas russas invadiram a região oriental do território prussiano, obtendo uma importante vitória; a França penetrou na Prússia ocidental e os austríacos marcharam sobre a Silésia.
Apesar da inferioridade do exército de Frederico ante as tropas inimigas, o rei obteve duas grandes vitórias em 1757: em 5 de novembro infligiu uma esmagadora derrota a um exército franco-germânico em Rossbach e, em 5 de dezembro, esmagou os austríacos em Leuthen, na Silésia, salvando a Prússia de uma invasão.
Frederico foi muito pressionado em 1758, mas derrotou, em Zorndorf, as tropas russas, que ameaçavam Berlim, e fez com que recuassem para Landsberg e Königsberg. Ferdinando de Brunsvique protegeu seu flanco ocidental com um exército anglo-hanoveriano. Na Batalha de Hochkirch, no entanto, o inesperado ataque dos austríacos obrigou o rei prussiano a recuar até Dresda. Em agosto de 1759, Frederico sofreria a sua mais terrível derrota, em Kunersdorf, ao atacar uma força austro-russa reunida a leste do rio Oder. Apenas o desentendimento entre as tropas austríacas e russas e a logística podem explicar a salvação de Berlim naquele ano.
Em situação precária, o rei recuperou sua capacidade ofensiva graças a um novo tratado com a Inglaterra, que lhe forneceu a ajuda financeira necessária ao prosseguimento da guerra. Em 1760, as tropas prussianas iniciaram seu avanço em direção à Silésia, onde venceram os russos e os austríacos. As forças militares do monarca prussiano, embora prodigiosas, começavam a mostrar sinais de esgotamento. Nesse mesmo ano seria travado o último grande combate de Frederico II: a Batalha de Torgau, em que prussianos e austríacos sofreram pesadas baixas.

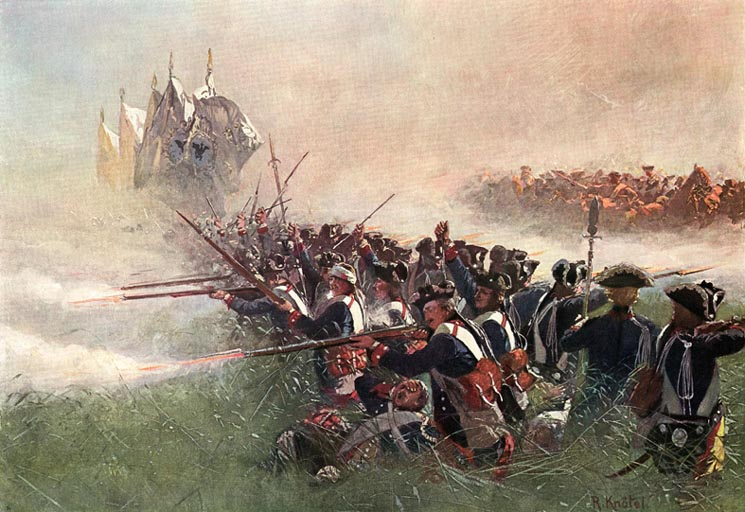
Tropas prussianas em combate
Por Richard Knötel

Ocorreu então o que é chamado pelos historiadores austríacos de o milagre da Casa de Brandemburgo: com a morte da czarina Isabel, em 1762, subiu ao trono russo seu sobrinho, Pedro III, que nutria grande admiração por Frederico e pela Prússia. Rompeu-se assim a coalizão antiprussiana. O novo czar não apenas reverteu sua política e assinou um armistício com Frederico II (deixando o rei livre da frente oriental), como também atuou como mediador entre prussianos e suecos. Pôs seu exército à disposição do rei e se juntou aos prussianos para expulsar os austríacos da Silésia. Pedro III foi assassinado meses depois de subir ao trono, mas sua viúva e sucessora, Catarina II da Rússia, manteve a paz com a Prússia.
Sem o apoio do exército russo, os austríacos foram derrotados em Burkersdorf e Freiberg.
Em 1761 a Espanha entra na guerra ao lado da França e, no ano seguinte, um exército franco-espanhol invade Portugal, até então um país neutro, mas importante aliado comercial da Inglaterra (ver: Invasão espanhola de Portugal). Por três vezes franceses e espanhóis invadem Portugal e em todas as três tentativas são expulsos pelos exércitos anglo-portugueses comandados pelo Conde de Lippe.

## Operações nas colônias

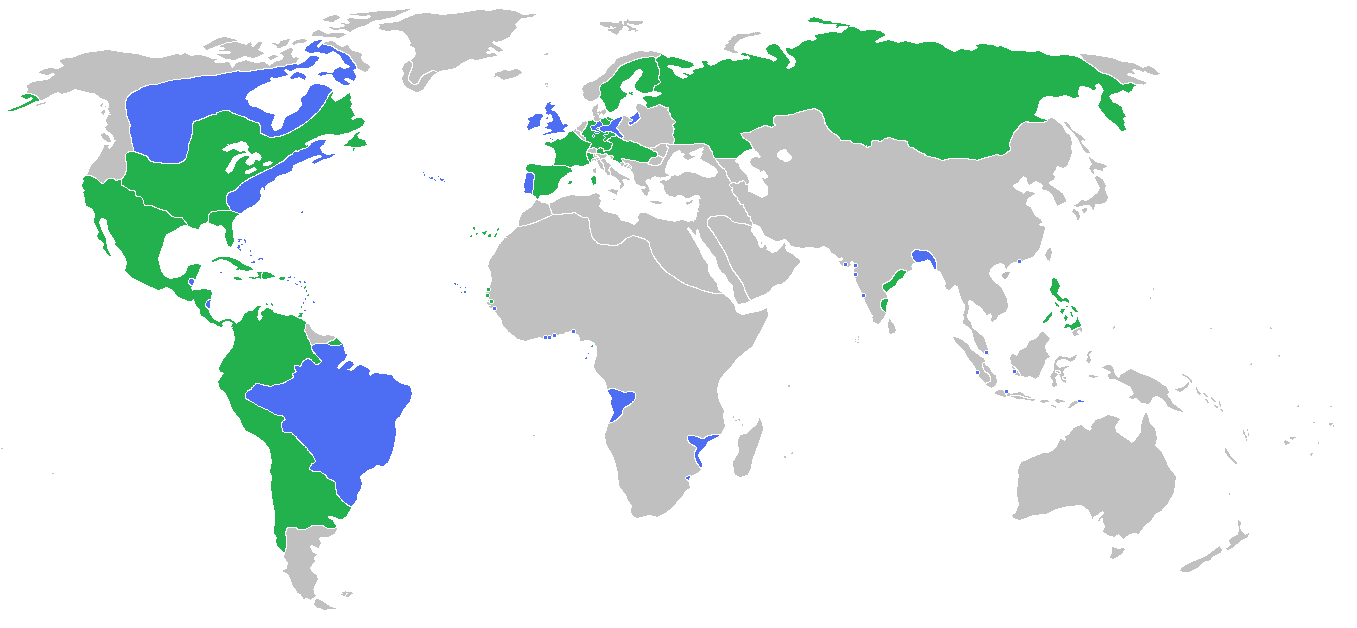
Participantes da Guerra dos Sete Anos
Reino Unido, Prússia, Portugal, com aliados
França, Espanha, Monarquia de Habsburgo, Império Russo, Suécia, com aliados

Paralelamente aos conflitos nos campos de batalha da região central da Europa, os combates travados entre a Inglaterra e a França pela posse das colônias da América do Norte e das Índias estenderam-se às Índias Ocidentais, oeste da África, Mediterrâneo, Canadá e Caribe.
A ocupação da ilha de Minorca, então possessão inglesa, pelos franceses, em 1756, provocou o bloqueio inglês às costas da França em Toulon e Brest, o que deixou indefeso o Canadá francês diante dos ataques lançados pelos ingleses às colônias ao sul do rio São Lourenço.
Em julho de 1757, o primeiro-ministro Pitt, o Velho, subiu ao poder na Inglaterra e conduziu a guerra com habilidade e vigor. Enquanto a França via-se limitada pelos seus compromissos continentais, a Grã-Bretanha tomava o controle do Atlântico e isolava as forças francesas na América do Norte. Precisando de reforços, Louisbourg caiu em 1758. O ano de 1759 foi de vitórias britânicas — Wolfe capturou a cidade de Québec, Ferdinando derrotou o exército francês em Minden e Hawke destruiu a frota francesa na baía de Quiberon. Com a tomada de Montreal, em 1760, depois das vitórias navais britânicas da baía de Quiberon e Grandes Lagos, todas as possessões francesas no Canadá passaram às mãos dos ingleses, que conquistaram ainda alguns portos do Mediterrâneo.
Na Índia, Robert Clive havia conseguido o controle de Bengala em Plassey. Os franceses se renderam nas Índias em 1761. O almirante Boscawen atacou com sucesso as Índias Ocidentais francesas. Em 1761, a Espanha entrou na guerra e Pitt renunciou. A França assinara com a Espanha o chamado Pacto de Família, o que provocou a invasão de Cuba pela Inglaterra e a ocupação de Manila, nas Índias Ocidentais. Até o ano de 1763, os britânicos controlavam a Havana espanhola e todas as ilhas francesas, com exceção de Santo Domingo.
Um dos objetivos da Espanha, nessa guerra, era atacar Portugal, até então um país neutro, mas importante aliado comercial da Inglaterra. Em 9 de maio de 1762, a Espanha invadiu o território português na Europa e também decidiu atacá-lo na América do Sul, e em particular tomar a colônia portuguesa de Sacramento, no Rio da Prata. Enquanto isso, na Inglaterra, um plano de invasão do Rio da Prata estava sendo elaborado desde o início de 1762, contando com a Colônia do Sacramento como base de apoio. Esse plano envolvia o governo português, liderado pelo Marquês de Pombal, o gabinete inglês de Thomas Pelham-Holles e a Companhia Britânica das Índias Orientais. De acordo com o plano, a Banda Oriental (Uruguai) ficaria para os portugueses e a Banda Ocidental (Argentina) para os ingleses (territórios até então pertencentes ao Vice-Reino do Peru).
No inicio de 1763 os portugueses ainda repeliram uma tentativa espanhola de invasão do Mato Grosso, vinda do Peru.
A tentativa de invasão anglo-portuguesa ao Rio da Prata falhou. A Colônia do Sacramento foi ocupada pelas forças espanholas em 2 de novembro de 1762 e, em reposta à tentativa de invasão, os espanhóis invadiram o sul do Brasil tomando quase toda a Capitania de Rio Grande de São Pedro, que permaneceu ocupada pelos espanhóis durante 14 anos até ser reconquistada pelos portugueses na Guerra Hispano-Portuguesa de 1776-1777.

## A paz

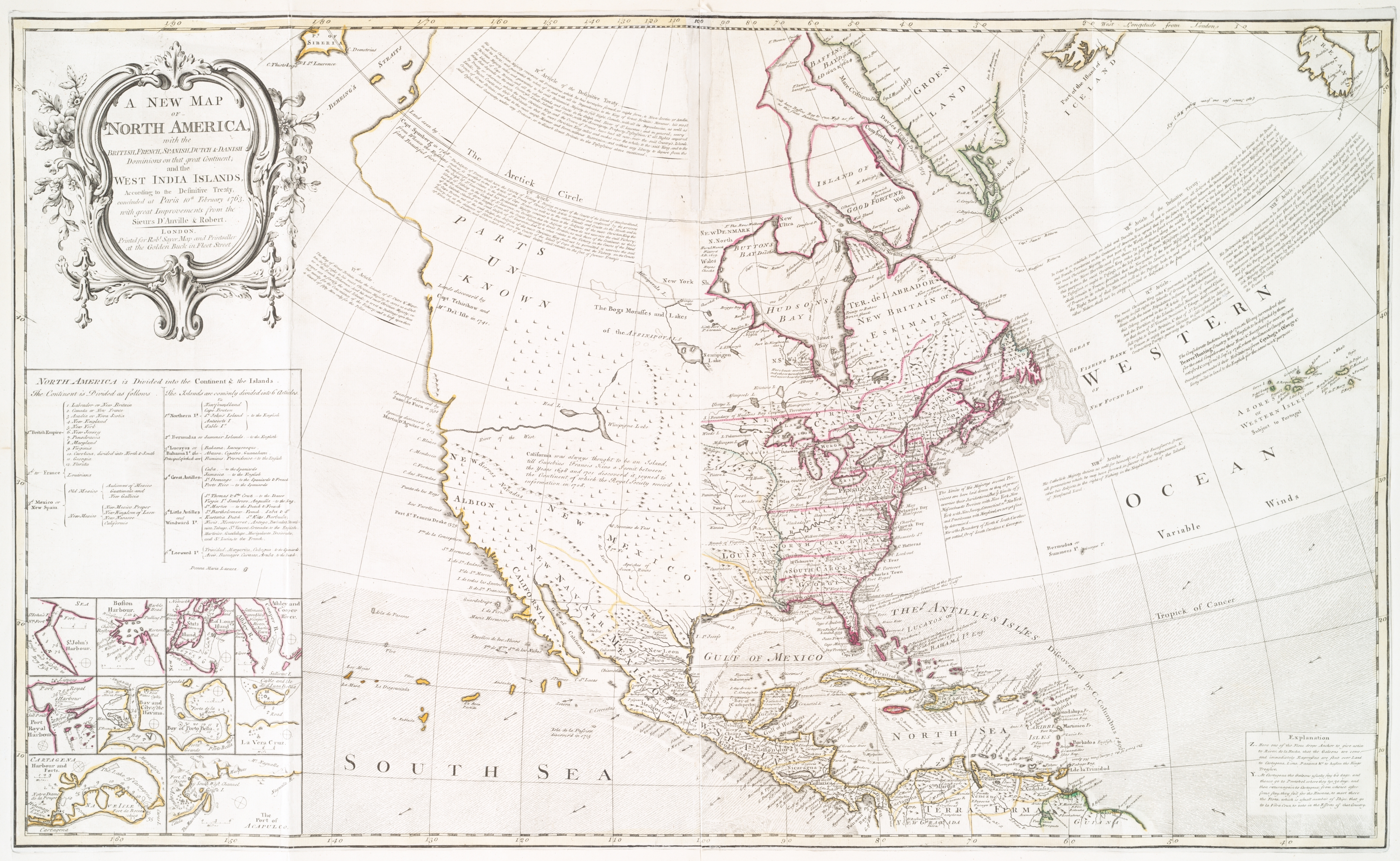
Um novo mapa da América do Norte, produzido após o Tratado de Paris

Todos estavam dispostos a um acordo de paz. No cômputo global do conflito, a Inglaterra e o Reino da Prússia foram os grandes vitoriosos.

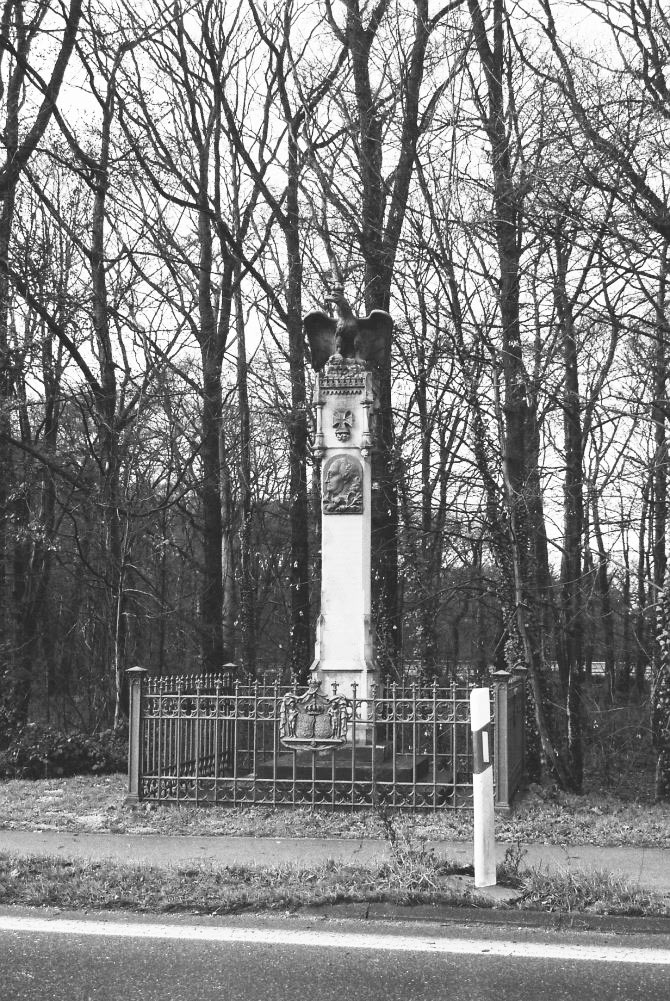
Memorial da Guerra dos Sete Anos em Krefeld (Renânia do Norte-Vestfália)

Em 1762, o Tratado de São Petersburgo devolveu a Pomerânia ao Reino da Prússia, antigo território Germânico, tomado pelos Suecos na Guerra dos Trinta Anos. Pelo Tratado de Paris, firmado em 1763, franceses, austríacos e ingleses assinaram a paz. No acordo firmado, os ingleses ganham o Canadá e parte da Louisiana, Flórida (que foi cedida pela Espanha), algumas ilhas das Antilhas (São Vicente e Granadinas, Tobago, Granada, São Luís), e feitorias costeiras do Senegal, na África, além de ter de reconhecer todas as conquistas inglesas nas Índias Ocidentais. A favor da Espanha, para compensá-la dos prejuízos advindos da guerra, a França cedeu o resto da Louisiana e Nova Orleans. Os franceses também perderam toda a influência na Índia.
Finalmente, em 15 de fevereiro de 1763, foi firmada a paz definitiva em Hubertusburgo. Pelo Tratado de Hubertsburg, a Áustria renunciou definitivamente à Silésia e a cedeu à Prússia, enquanto a Polônia era dividida pela primeira vez, ocupada pelo Reino da Prússia, Império Russo e Monarquia de Habsburgo.
A Prússia se afirma como concorrente da Áustria na liderança dos estados alemães, lançando as bases do futuro Império Alemão. As importantes vitórias inglesas sobre a França, solidificadas no Tratado de Paris, lançam as bases do futuro Império Colonial Britânico.
Na América do Sul, de acordo com o Tratado de Paris, a Espanha devolveu a Colônia do Sacramento a Portugal, porém manteve os territórios ocupados no sul do Brasil, aumentando a frustração dos portugueses.